# 会田宿
会田宿（あいだじゅく）は、北国西街道（善光寺街道、善光寺西街道）の宿場の一つ。現在の長野県松本市会田に相当する。

## 概要
戦国時代には会田氏が虚空蔵山に山城を構え、居館を宿場の北側に築き、慶長年間に北国西街道が整備された際に、宿場町として成立した。東へは地蔵峠を越えて上田城下に通じる道が、西へは明科を通り千国街道に合流する道が分岐し、交通の要衝として栄えた。
宿場の中心を貫く中町は東西2町28町の長さで、その西端の鍵の手から北へ本町が3町35間に亘って伸びており、また中町の中央部の鍵の手から会田川にかかる大橋まで南へ立町が1町41間に亘って伸びている。本町は急傾斜地に石垣を築いて家並みが続き、北端には高遠石工の製作による安政2年（1855年）建立の一対の善光寺常夜燈がある。明治2年（1869年）には世直し一揆の会田・麻績騒動が発生した。
家数は文久3年（1863年）に117軒、うち旅籠屋は12軒であった。本陣と脇本陣は中町にあり、問屋役は本町の上問屋と下問屋が交代で務めた。宿場の西方には会田神明宮がある。中町通りは現在、会田西条停車場線の一部となっている。

## 交通手段
最寄り駅は篠ノ井線の明科駅だが約8km離れている。
路線バスであれば松本市営バスの会田バス停があり、松本市街地へは付近にある四賀支所（松本市役所）敷地内からアルピコ交通バスによる松本駅まで結ぶバスが発着している。

## 隣の宿
北国西街道
刈谷原宿  -（1里18町）-  会田宿 -（3里）-  青柳宿